# 叛逃罪
叛逃罪是1997年第八届全国人民代表大会第五次会议修订的《中华人民共和国刑法》第一百零九条开始规定的一个罪名，属于刑法分则第一章危害国家安全罪类。

## 刑法规定
2011年2月25日，第十一届全国人民代表大会常务委员会第19次会议通过《中华人民共和国刑法修正案（9）》，删除了原刑法第109条第1款中「危害中华人民共和国国家安全」的后果构成要件，将刑法第109条修改为：

国家机关工作人员在履行公务期间，擅离岗位，叛逃境外或者在境外叛逃的，处5年以下有期徒刑、拘役、管制或者剥夺政治权利；情节严重的，处5年以上10年以下有期徒刑。
掌握国家秘密的国家工作人员叛逃境外或者在境外叛逃的，依照前款的规定从重处罚。

## 案例
- 2012年 王立军徇私枉法、叛逃、滥用职权、受贿案